# Friedrich-Engels-Allee 142

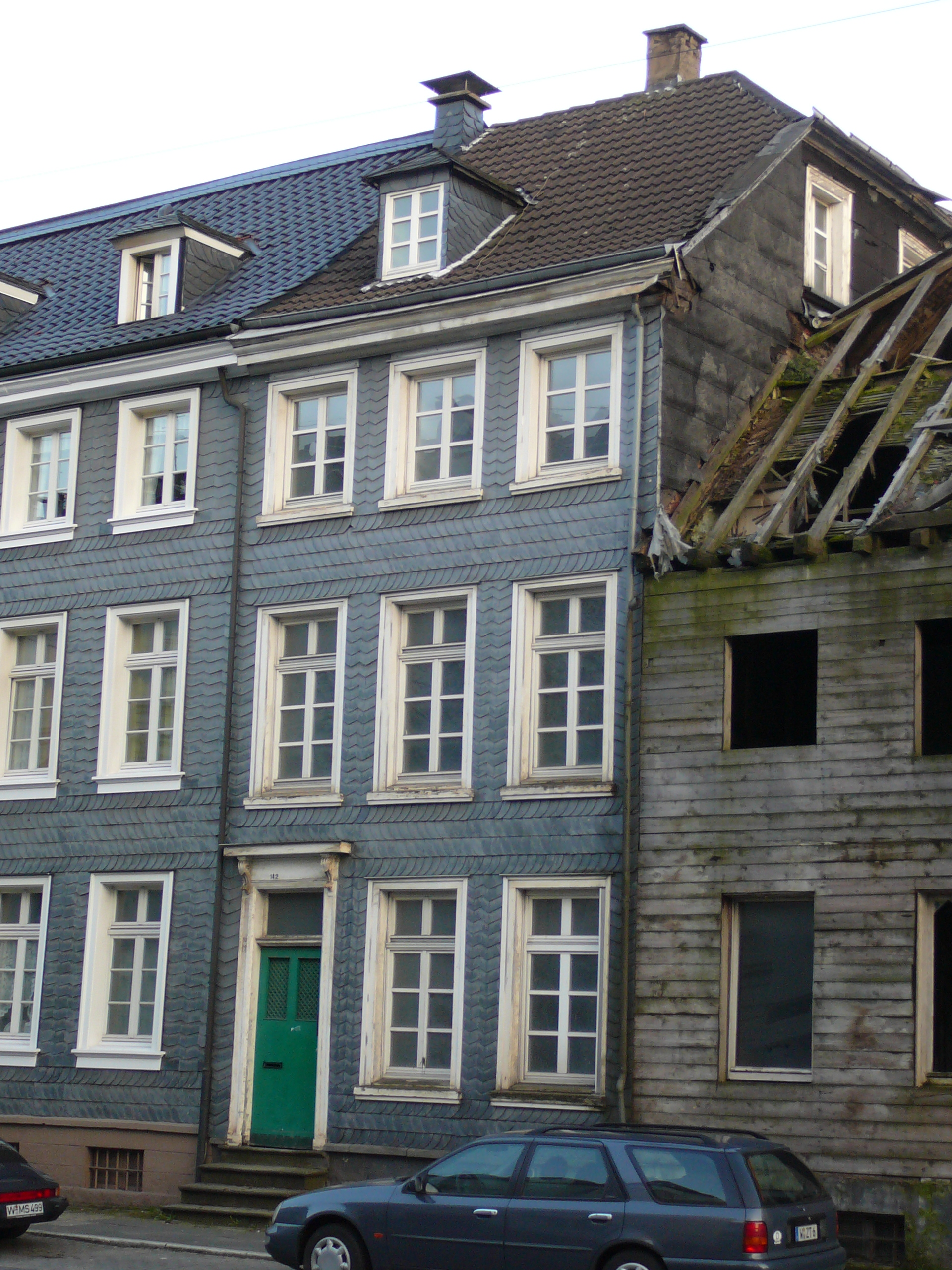
Friedrich-Engels-Allee 142

Das 2013 abgerissene Wohnhaus Friedrich-Engels-Allee 142 war ein denkmalgeschütztes Wohngebäude an der Wuppertaler Friedrich-Engels-Allee in Unterbarmen.

## Beschreibung
Das dreigeschossige Wohnhaus mit den Außenmaßen von ungefähr 10,9 × 6 Meter wurde in Fachwerkbauweise errichtet. Das Haus wurde unmittelbar an der Ostfassade des Wohnhaus Friedrich-Engels-Allee 140 und an der Westfassade des Wohnhaus Friedrich-Engels-Allee 146 gebaut.
Die Nordseite des Gebäudes, die Schauseite zur Straße, war dreiachsig ausgeführt. Die Fassade des schmalen Hauses war verschiefert ausgeführt. Die Eingangstüre lag in der linken Achse, zu der eine fünfstufige Freitreppe führte.
Auf dem ausgebauten Schopfwalmdach, mit dem nach Westen ausgerichteten Walm, war eine Dachgaube auf der Nordseite aufgesetzt.

## Geschichte
Das Gebäude wurde zwischen 1850 und 1861 zwischen den vorhandenen, in den ersten Jahrzehnten des 19. Jahrhunderts errichteten Wohnhäusern, errichtet, damit gehört das Haus zur historischen Erstbebauung der Friedrich-Engels-Allee. Als Baudenkmal wurde das Bauwerk anerkannt und am 12. November 1992 in die Baudenkmalliste eingetragen.
Nach mehreren Eigentümerwechseln war man Mitte der 1980er noch zuversichtlich, dass man einen neuen Eigentümer finden könne, der dieses Haus und das westliche Nachbarhaus verantwortungsvoll sanieren würde. Die aktuelle Eigentümerin des Hauses, die auch im Besitz des Wohnhauses Friedrich-Engels-Allee 140 ist, wurde seitens des Amtes in den 2000er Jahren mehrmals aufgefordert sich der Verantwortung zu stellen und das Baudenkmal zu sanieren.
Aufgrund des sehr schlechten Zustandes des Hauses Friedrich-Engels-Allee 140 wurde das Haus Friedrich-Engels-Allee 142 in Mitleidenschaft gezogen. Während die Rettung des Hauses Friedrich-Engels-Allee 140 nicht mehr sinnvoll erschien und der Abbruch 2009 beschlossen wurde, hoffte man, das Wohnhaus Friedrich-Engels-Allee 142 retten zu können.
Das Haus wurde zusammen mit dem benachbarten Wohnhaus im zweiten Quartal 2013 komplett niedergelegt.